# 아기오스 미나스 대성당
아기오스 미나스 대성당은 그리스 이라클리오에 있는 크레타 정교회의 주교좌 성당이다. 1862년에 건설을 시작해 1895년에 완공되었다. 공사는 크레타 혁명 기간(1866-1869) 중에 잠시 중단되기도 하였다. 그리스에서 규모가 큰 주교좌 성당들 중 한 곳이기도 하며, 수용 인력은 8천 명이다.